# Бейкер (Невада)
Бейкер (англ. Baker) — переписна місцевість (CDP) в США, в окрузі Вайт-Пайн штату Невада. Населення — 41 особа (2020).

## Географія
Бейкер розташований за координатами 39°1′8″ пн. ш. 114°7′16″ зх. д. / 39.01889° пн. ш. 114.12111° зх. д. (39.018800, -114.120995).  За даними Бюро перепису населення США в 2010 році переписна місцевість мала площу 2,35 км², з яких 2,34 км² — суходіл та 0,01 км² — водойми.

## Демографія
Згідно з переписом 2010 року, у переписній місцевості мешкало 68 осіб у 31 домогосподарстві у складі 24 родин. Густота населення становила 29 осіб/км².  Було 38 помешкань (16/км²).
Расовий склад населення:
| - 98,5 % — білих - 1,5 % — корінних американців |

До двох чи більше рас належало 0,0 %. Частка іспаномовних становила 20,6 % від усіх жителів.
За віковим діапазоном населення розподілялося таким чином: 16,2 % — особи молодші 18 років, 63,2 % — особи у віці 18—64 років, 20,6 % — особи у віці 65 років та старші. Медіана віку мешканця становила 42,7 року. На 100 осіб жіночої статі у переписній місцевості припадало 112,5 чоловіків;  на 100 жінок у віці від 18 років та старших — 119,2 чоловіків також старших 18 років.
Цивільне працевлаштоване населення становило 8 осіб. Основні галузі зайнятості: освіта, охорона здоров'я та соціальна допомога — 75,0 %, сільське господарство, лісництво, риболовля — 25,0 %.